# Cichla thyrorus
Cichla thyrorus es una especie de peces de la familia Cichlidae en el orden de los Perciformes.

## Morfología
Los machos pueden llegar alcanzar los 43 cm de longitud total.

## Distribución geográfica
Se encuentran en Sudamérica: Brasil.